# Asura melanopyga
Asura melanopyga är en fjärilsart som beskrevs av George Francis Hampson 1918. Asura melanopyga ingår i släktet Asura och familjen björnspinnare. Inga underarter finns listade i Catalogue of Life.